# ماريو بونس
ماريو بونس هو دراج على المضمار إكوادوري، ولد في 18 ديسمبر 1967 في بوينس آيرس في الأرجنتين.

## وصلات خارجية
- ماريو بونس على موقع أرشيف الدراجات (الإنجليزية)
- ماريو بونس على موقع أوليمبيديا (الإنجليزية)